# 문정수
문정수(文正秀, 1939년 8월 9일 ~ )는 대한민국의 정치인으로, 초대 민선 부산광역시장을 지냈다.

## 학력
- 영도국민학교 졸업
- 경남중학교 졸업
- 1958년 경남고등학교 졸업
- 1965년 고려대학교 정치외교학 학사
- 1986년 연세대학교 대학원 경제학 석사
- 1990년 연세대학교 행정대학원 행정학 석사

## 경력
- 신민당 부산직할시지부 선전부장
- 신민당 중앙상무위원
- 신민당 총무국장
- 신한민주당 창당발기인
- 민주화추진협의회 상임운영위원
- 신한민주당 사무차장
- 제12·13·14대 국회의원
- 민주자유당 부산직할시지부 위원장
- 민주자유당 당기위원장
- 민주자유당 사무총장
- 민주자유당 당무위원
- 신라대학교 법과대학 초빙교수
- 초대 민선 부산광역시장
- 부산국제영화제 창설 초대 조직위원장
- 한나라당 부산광역시당 상임고문
- 김영삼민주센터 상임이사
- 제19대 대통령 선거 더불어민주당 대통령 후보 문재인 캠프 활동[1]
- 4.7재보궐선거 더불어민주당 김영춘 부산시장 예비후보 캠프 선거대책위원회 후원회장
- 2023년 3월 ~ 대한민국헌정회 부회장(경남)
- 2023년 4월 ~ : 대한민국헌정회 당연직이사

## 역대 선거 결과
|  | 28.65% |

|  | 57.09% |

|  | 48.75% |

|  | 51.40% |

|  | 9.12% |

## 소속 정당
| 소속 정당 | 소속 정당      | 소속 기간 | 비고           |
| --------- | -------------- | --------- | -------------- |
|           | 신민당         | 1974~1980 | 정계 입문      |
|           | 무소속         | 1980~1985 | 정당 해산      |
|           | 신한민주당     | 1985~1987 | 창당           |
|           | 무소속         | 1987      | 탈당           |
|           | 통일민주당     | 1987~1990 | 창당           |
|           | 민주자유당     | 1990~1995 | 합당           |
|           | 신한국당       | 1995~1997 | 당명 변경      |
|           | 한나라당       | 1997~2000 | 합당           |
|           | 무소속         | 2000      | 탈당           |
|           | 민주국민당     | 2000~2001 | 창당           |
|           | 무소속         | 2001~2007 | 탈당 정계 은퇴 |
|           | 한나라당       | 2007~2008 | 복당           |
|           | 무소속         | 2008~2012 | 탈당           |
|           | 민주통합당     | 2012~2013 | 입당           |
|           | 민주당         | 2013~2014 | 당명 변경      |
|           | 새정치민주연합 | 2014~2015 | 합당           |
|           | 더불어민주당   | 2015~2022 | 당명 변경      |
|           | 무소속         | 2022~현재 | 탈당           |

## 같이 보기
- 북구 (부산 선거구)
- 부산 북구의 국회의원
- 북구 갑 (1988년 부산 선거구)
- 부산광역시장